# Judith Steenbrink
Judith Steenbrink (1977) is een Nederlands violiste en barokcurator bij 24Classics.
Steenbrink groeide op in een muzikaal gezin waar koormuziek uit de Renaissance centraal stond. Ook haar tweelingzus Tineke is actief in de muziekwereld. Na haar studie bij onder meer Alda Stuurop en Lucy van Dael toerde ze met het European Union Baroque Orchestra, Concerto Copenhagen en Amsterdam Baroque Orchestra. Tussen 2014 en 2022 was ze eerste violiste van Christina Pluhars ensemble l'Arpeggiata.
In 2006 richtte ze samen met haar tweelingzus Tineke Steenbrink Holland Baroque op. Als co-artistiek leider en concertmeester creëerde ze projecten zoals The Birth of Gospel (met London Community Gospel Choir), Silk Baroque (met Wu Wei), Minne (met Bastarda Trio) en Carnival Baroque (met Jeanine De Bique). Steenbrink componeert en arrangeert voor Holland Baroque. In 2024 werd bekend dat Holland Baroque in slechte omstandigheden verkeert.
In 2023 componeerde Steenbrink filmmuziek voor de film Metamorphosis van filmmaker Pim Zwier. In 2022 richtte zij het jaarlijkse zomerfestival Batenburg Baroque Festival op waar muziek uit allerlei genres en stijlen samenkomt op historische locaties.
Steenbrink speelt op een viool die in 1622 in Cremona werd gebouwd door de gebroeders Amati.

## Prijzen
In 2017 won ze samen met haar tweelingzus een Edison.
- Gemeinsame Normdatei: 128459372X
- International Standard Name Identifier: 0000 0004 2801 6821
- Library of Congress Control Number: no2013050830
- Nationale Bibliotheek van Polen: a0000002738233
- Virtual International Authority File: 306423877